# Малькольм, Стивен
Стивен Малькольм (англ. Stephen Malcolm; 2 мая 1970 — 28 января 2001) — ямайский футболист, игравший на позиции защитника.

## Биография
Выступал на протяжении всей своей карьеры за ямайский клуб «Себа Юнайтед» (с 2011 года «Монтего-Бей Юнайтед»). Чемпион Ямайки 1997 года, обладатель Кубка Ямайки 1990, 1991, 1992, 1994, 1996 и 1999 годов, финалист Клубного чемпионата КФС 1997 года. За сборную Ямайки провёл 68 игр, забив три гола, и сыграл на чемпионате мира 1998 года.
28 января 2001 года через несколько часов после матча с Болгарией в Кингстоне Стивен Малькольм разбился в автокатастрофе на обратном пути в Монтего-Бей. У его автомобиля лопнуло колесо, машина врезалась в ограждение и перевернулась недалеко от Фолмаута. В машине был также Теодор Уитмор, ещё один игрок сборной, но он выжил. Ещё за три года до этого Малькольм и Уитмор попали в автоаварию, в которой пострадал защитник сборной Ямайки Даррант Браун.
С 2011 года футболка с номером 2 клуба «Монтего-Бей Юнайтед» изъята из обращения в память о Малькольме.

## Забитые голы
| # | Дата            | Стадион                            | Противник                | Счёт | Итог | Турнир                                   |
| - | --------------- | ---------------------------------- | ------------------------ | ---- | ---- | ---------------------------------------- |
| 1 | 14 января 1996  | Индепенденс Парк, Кингстон, Ямайка | Куба                     | 1–0  | 1–1  | Товарищеский матч                        |
| 2 | 10 ноября 1996  | Индепенденс Парк, Кингстон, Ямайка | Сент-Винсент и Гренадины | 5–0  | 5–0  | Чемпионат мира 1998 (отборочный турнир)  |
| 3 | 27 февраля 1997 | Индепенденс Парк, Кингстон, Ямайка | Бермуды                  | 2–1  | 3–2  | Карибский кубок 1997 (отборочный турнир) |